# „Chata Cyborga” w Bielicach

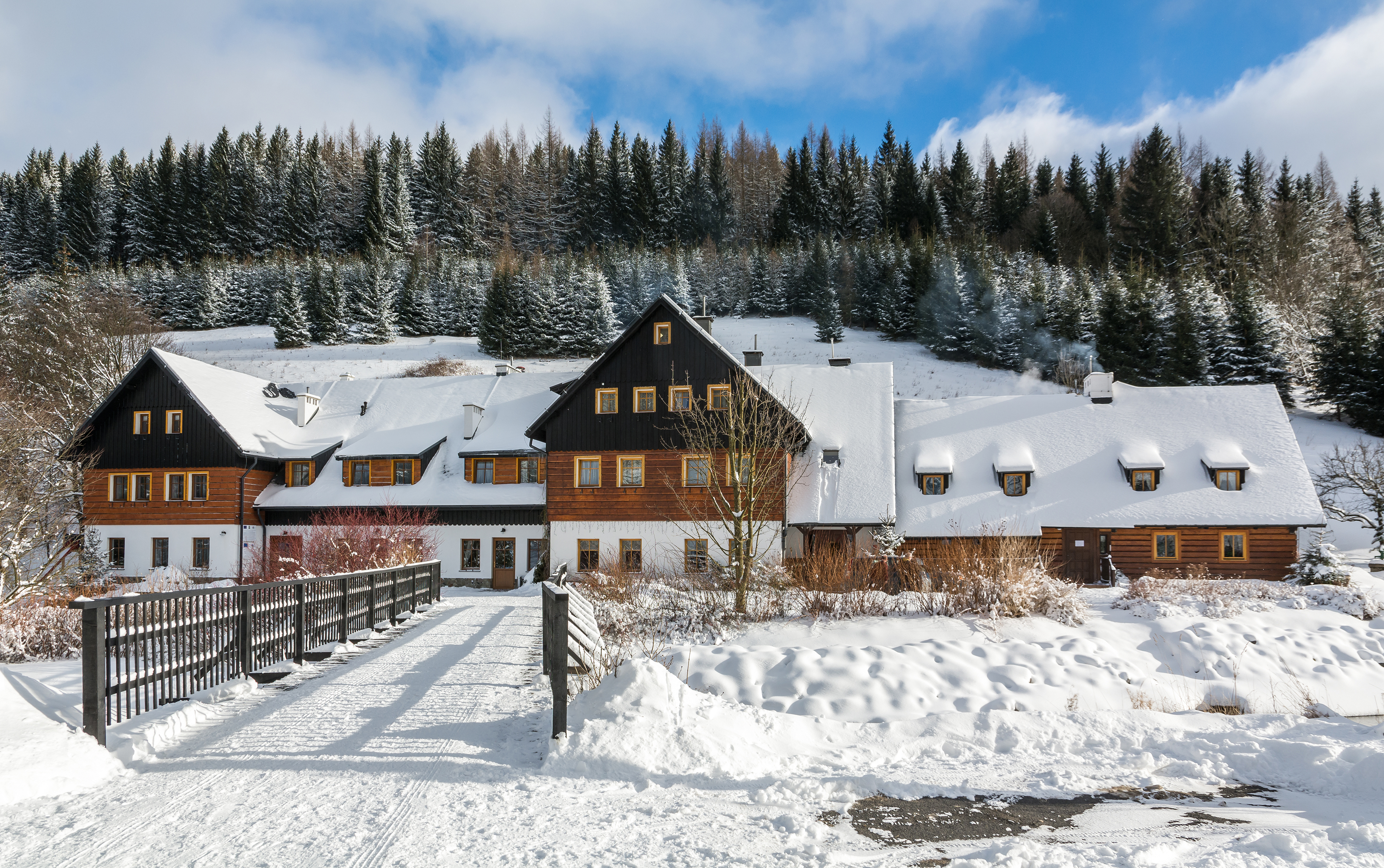
Pensjonat zimą

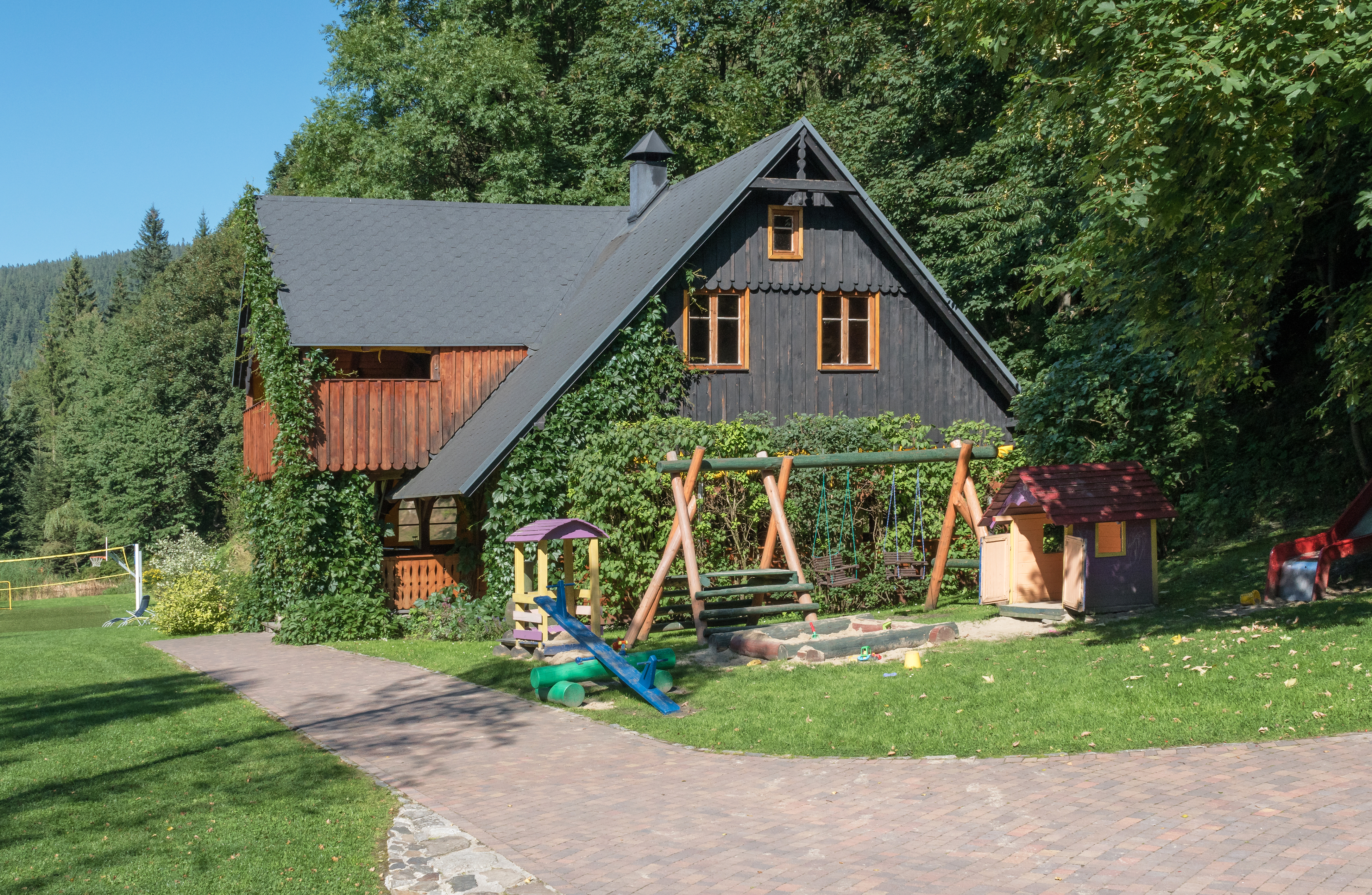
Chatka grillowa przy pensjonacie

„Chata Cyborga” w Bielicach – dawne górskie schronisko turystyczne w Bielicach, w Dolinie Górnej Białej Lądeckiej, na pograniczu Gór Złotych i Bialskich, w woj. dolnośląskim, obecnie pensjonat.

## Historia schroniska
W 1976 roku wrocławski oddział Biura Podróży i Turystyki „Almatur” zakupił jedną z wiejskich chat w Bielicach, w której urządzono schronisko turystyczne. Dom pochodził z przełomu XIX i XX wieku, część mieszkalna miała konstrukcję wieńcową, część gospodarcza była murowana z kamienia łamanego i polnego. W latach 1976 do 1990 przeprowadzono gruntowny remont i przebudowę schroniska. W 1990 roku budynek przeszedł w ręce prywatne. W latach 2001 do 2004 do istniejącej części turystycznej dobudowano część pensjonatową, o znacznie wyższym standardzie i obiekt przestał pełnić funkcję schroniska.
Nazwę „Chata Cyborga” nadali ponad 30 lat temu studenci Instytutu Cybernetyki Technicznej Politechniki Wrocławskiej, pierwsi bywalcy schroniska.

## Współczesność
Po kolejnych przebudowach budynek przekształcił się z górskiego schroniska w dom gościnny z pełnym zakresem usług hotelowych, nie tracąc nic ze swego poprzedniego klimatu.
Turyści przybywający do Chaty Cyborga mają do dyspozycji:
- pokoje 2-, 3- i 4-osobowe i typu studio z łazienkami, telewizją, i internetem,
- śniadania i obiadokolacje,
- pięć różnej wielkości sal o oryginalnym wystroju i różnorodnych zastosowaniach,
- salę klubową z bilardem, grą w piłkarzyki, grą w dart i grami na x-box,
- salę fitness z mini-siłownią, wannę z hydromasażem i saunę,
- klimatyzowaną salę konferencyjną z pełnym wyposażeniem,
- kuchnię samoobsługową,
- drewnianą chatę grillową do organizacji imprez plenerowych,
- plac zabaw dla dzieci,
- boisko do gry w siatkówkę,
- miejsce na ognisko.

## Szlaki turystyczne
Obok przechodzą szlaki turystyczne:
- – do Orłowca, przez ruiny zamku Karpień,
- – do schroniska „Na Śnieżniku” przez Puszczę Śnieżnej Białki i Przełęcz Płoszczynę,
- – do Stronia Śląskiego, przez Czernicę,
- - do schroniska Paprsek.